# The Barbershop
The Barbershop – amerykański niemy film fabularny z 1894 roku w reżyserii Williama K.L. Dicksona i Williama Heise’a.